# 格吕尼 (索姆省)
格吕尼（法語：Gruny，法語發音：[ɡʁyni]）是法国上法蘭西大區索姆省的一个市镇，属于蒙迪迪耶区。

## 地理
格吕尼（49°43'45"N, 2°49'15"E）面积7.01 平方千米，位于法国上法蘭西大區索姆省，该省份为法国北部沿海省份，北起加来海峡省和北部省，西接滨海塞纳省和大西洋英吉利海峡，南至瓦兹省，东临埃纳省。
与格吕尼接壤的市镇（或旧市镇、城区）包括：卡雷皮、尚皮安、克雷姆里、弗雷努瓦莱鲁瓦、瓜扬库尔、勒通维莱尔、鲁瓦。
格吕尼的时区为UTC+01:00、UTC+02:00（夏令时）。

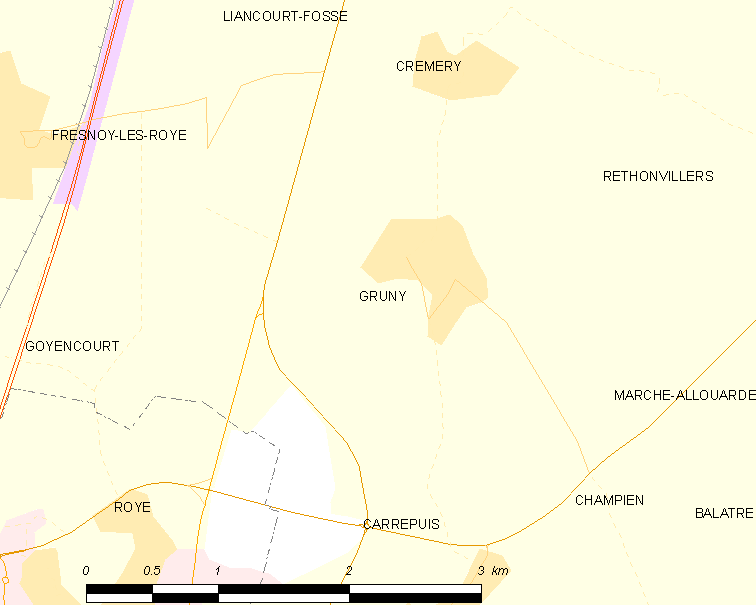
格吕尼的OSM定位图

## 行政
格吕尼的邮政编码为80700，INSEE市镇编码为80393。

## 政治
格吕尼所属的省级选区为鲁瓦县。

## 人口

1962-2008年间格吕尼人口变化图示

格吕尼于2022年1月1日时的人口数量为306人。